# Kim Won-hae
Kim Won-hae (hangul: 김원해; nascido em 6 de abril de 1969), é um ator sul-coreano. Ele é mais conhecido como ex-membro do elenco do programa SNL Korea (temporadas 1–4).

## Filmografia

### Filmes
| Ano  | Título                                 | Papel                           | Ref.        |
| ---- | -------------------------------------- | ------------------------------- | ----------- |
| 2009 | Good Morning President                 | Conselheiro da Gyeong 2         |             |
| 2009 | The Executioner                        | Preso por fraude                |             |
| 2009 | Salt                                   |                                 |             |
| 2010 | The Quiz Show Scandal                  | Oficial Kim                     |             |
| 2011 | Romantic Heaven                        | Detetive Park                   |             |
| 2011 | Sunny                                  | Professor                       |             |
| 2012 | As One                                 | Locutor coreano                 |             |
| 2013 | My Little Hero                         | PD Han                          |             |
| 2013 | Happiness for Sale                     | Sr. Jang Não identificado       |             |
| 2013 | Hide and Seek                          | Sung-cheol                      | [ 1 ]       |
| 2013 | My Dear Girl, Jin-young                | Sacerdote                       |             |
| 2014 | Man on High Heels                      | Residente do elevador masculino |             |
| 2014 | The Admiral: Roaring Currents          | Bae Seol                        | [ 2 ]       |
| 2014 | The Pirates                            | Choon-seop                      |             |
| 2014 | Tazza: The Hidden Card                 | Artista Jo                      | [ 3 ] [ 4 ] |
| 2014 | Whistle Blower                         | Taxista noturno                 |             |
| 2014 | We Are Brothers                        | Policial Yeosu                  | [ 5 ]       |
| 2015 | Detective K: Secret of the Lost Island | Sato (participação)             |             |
| 2015 | Granny's Got Talent                    | Moderador                       | [ 6 ] [ 7 ] |
| 2015 | The Long Way Home                      | Deputado Jeon                   | [ 8 ] [ 9 ] |
| 2015 | The Himalayas                          | Kim Moo-young                   | [ 10 ]      |
| 2016 | SORI: Voice from the Heart             | Goo-cheol                       | [ 11 ]      |
| 2016 | A Violent Prosecutor                   | Young-cheol                     |             |
| 2016 | Missing You                            | Chefe de sessão Ban             | [ 12 ]      |
| 2016 | Asura: The City of Madness             | Crocodilo                       | [ 13 ]      |
| 2016 | Life Risking Romance                   | Oficial Park                    | [ 14 ]      |
| 2017 | The Battleship Island                  | Gerente do hotel da península   | [ 15 ]      |
| 2018 | Heung-boo: The Revolutionist           | Kim Eung-jip                    | [ 16 ]      |

### Televisão
| Ano       | Título                                          | Papel                                             | Network | Ref.   |
| --------- | ----------------------------------------------- | ------------------------------------------------- | ------- | ------ |
| 2007–2008 | Beautiful Days                                  | Sr. Jin                                           | KBS     |        |
| 2012      | Queen and I                                     | Eunuco Hong                                       | tvN     |        |
| 2013      | Nine                                            | Park Chang-min em 1992/2012                       | tvN     |        |
| 2013      | Reply 1994                                      | Pai de Sseureki (episódios 12, 21)                | tvN     | [ 17 ] |
| 2014      | High School King of Savvy                       | Han Young-seok                                    | tvN     | [ 18 ] |
| 2014      | Plus Nine Boys                                  | Jo Won-hae                                        | tvN     | [ 19 ] |
| 2014      | Modern Farmer                                   | Doksa ("cobra venenosa")                          | SBS     | [ 20 ] |
| 2014      | Misaeng                                         | Park Young-ho                                     | tvN     | [ 21 ] |
| 2015      | Drama Special – Fake Family                     | Lee Myung-gook                                    | KBS2    |        |
| 2015–2016 | Sweet, Savage Family                            | Son Se-woon                                       | MBC     | [ 22 ] |
| 2016      | Signal                                          | Kim Kye-cheol                                     | tvN     | [ 23 ] |
| 2016      | Monster                                         | Min Byung-ho                                      | MBC     | [ 24 ] |
| 2016      | Drinking Solo                                   | Kim Won-hae                                       | tvN     | [ 25 ] |
| 2016      | Woman with a Suitcase                           | Diretor Shim (participação)                       | MBC     | [ 26 ] |
| 2016      | Drama Special – Disqualified Laughter           | Capitão em ascensão da Força Aérea (participação) | KBS2    |        |
| 2016–2017 | Hwarang: The Poet Warrior Youth                 | Woo-reuk                                          | KBS2    | [ 27 ] |
| 2017      | Good Manager                                    | Choo Nam-ho                                       | KBS2    | [ 28 ] |
| 2017      | Tomorrow, With You                              | Pai de Yoo So-joon (participação)                 | tvN     | [ 29 ] |
| 2017      | Strong Woman Do Bong-soon                       | Kim Kwang-bok/ Oh Dong-byung                      | JTBC    | [ 30 ] |
| 2017      | The Bride of Habaek                             | Taxista (participação)                            | tvN     |        |
| 2017      | Criminal Minds                                  | Kim Yong-cheol/"Reaper"                           | tvN     | [ 31 ] |
| 2017      | Drama Special – You're Closer than I Think      | (participação)                                    | KBS2    |        |
| 2017      | While You Were Sleeping                         | Choi Dam-dong                                     | SBS     | [ 32 ] |
| 2017      | Black                                           | Na Gwang-gyeon/"cachorro louco"                   | OCN     | [ 33 ] |
| 2017      | Drama Stage – Today I Grab the Tambourine Again | Instrutor de tamborim (participação)              | tvN     | [ 34 ] |
| 2018      | Queen of Mystery 2                              | Jo In-ho                                          | KBS2    | [ 35 ] |
| 2018      | The Miracle We Met                              | Agente funerário (participação)                   | KBS2    | [ 36 ] |
| 2018      | Are You Human?                                  | Kang Jae-sik                                      | KBS2    |        |
| 2018      | Life                                            | Lee Dong-soo                                      | JTBC    | [ 37 ] |
| 2018      | The Ghost Detective                             | Han Sang-seop                                     | KBS2    | [ 38 ] |
| 2018      | Clean with Passion for Now                      | Pai de Gil Oh-sol                                 | JTBC    |        |
| 2018      | Where Stars Land                                | Park Tae-hee                                      | SBS     |        |
| 2018      | Player                                          | Jang In-gyu                                       | OCN     |        |

### Programas de variedades
| Ano       | Título                    | Emissora | Notas                             |
| --------- | ------------------------- | -------- | --------------------------------- |
| 2011–2013 | Saturday Night Live Korea | tvN      | Membro do elenco (temporadas 1–4) |

## Prêmios e indicações
| Ano  | Premio                 | Categoria               | Trabalho indicado                             | Resultado | Ref.   |
| ---- | ---------------------- | ----------------------- | --------------------------------------------- | --------- | ------ |
| 2016 | Scene Stealer Festival | Bonsang                 | —                                             | Venceu    | [ 39 ] |
| 2017 | SBS Drama Awards       | Melhor Ator Coadjuvante | While You Were Sleeping                       | Venceu    | [ 40 ] |
| 2017 | KBS Drama Awards       | Melhor Ator Coadjuvante | Hwarang: The Poet Warrior Youth, Good Manager | Indicado  | [ 41 ] |